# 羅爾維森巴赫河 (施泰因巴赫河支流)

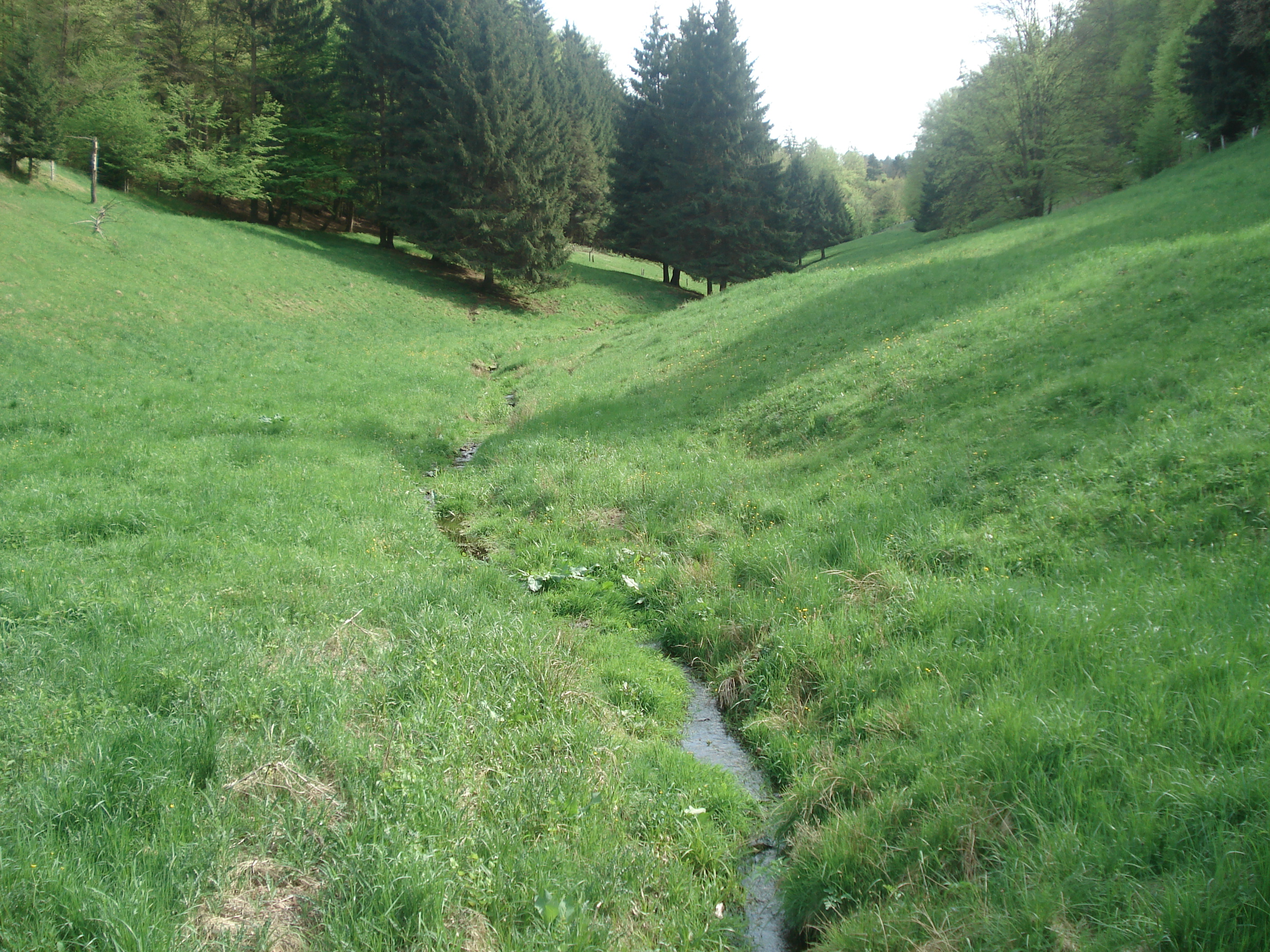

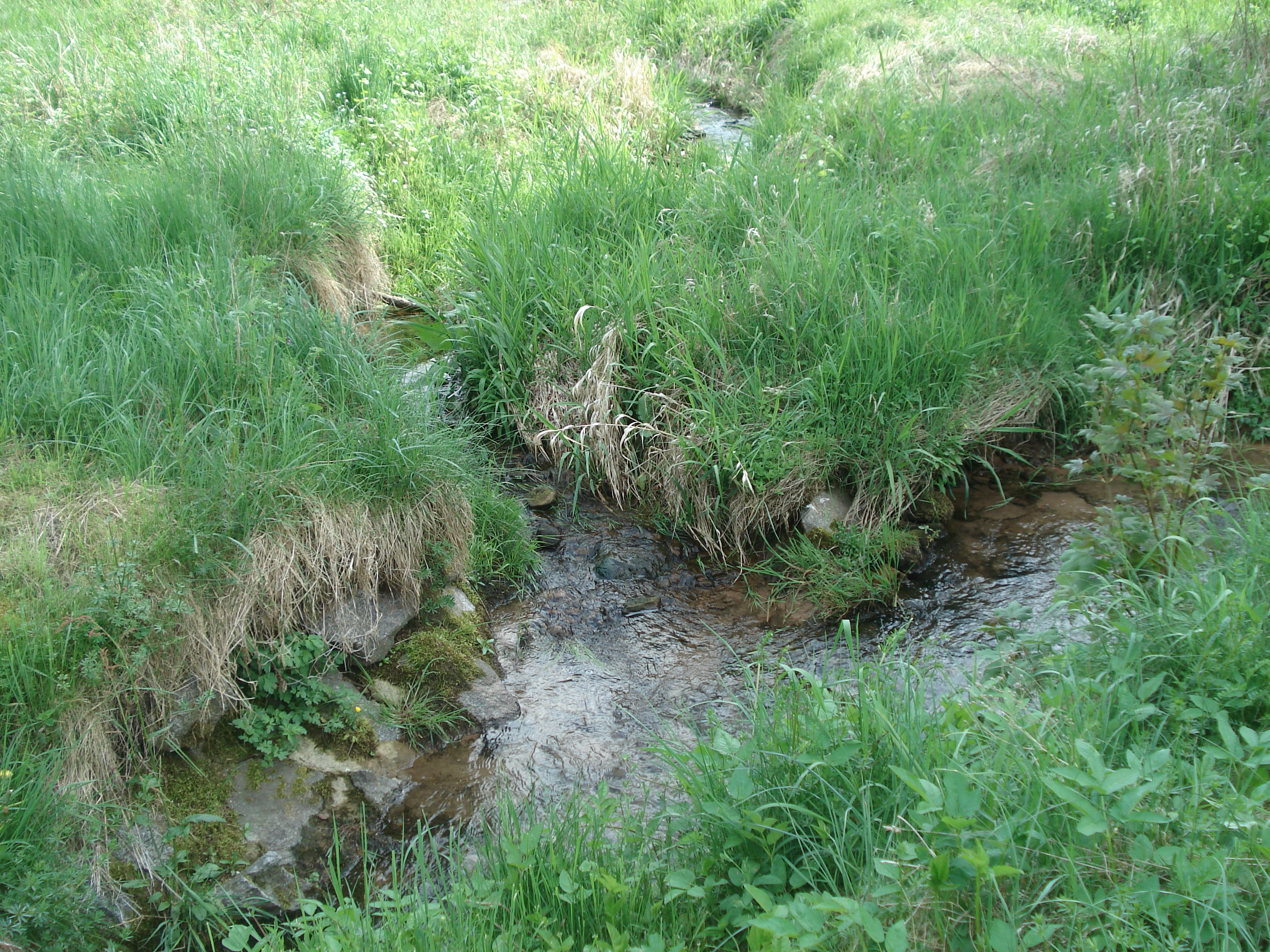

49°55′35.36″N 9°23′36.22″E / 49.9264889°N 9.3933944°E
羅爾維森巴赫河（德語：Rohrwiesenbach），是德國的河流，位於該國東南部，由巴伐利亞負責管轄，屬於施泰因巴赫河的右支流，河道全長4.6公里，流域面積9.5平方公里。